# Турнір газети «Советский спорт» 1979
22-й турнір на призи газети «Советский спорт» проходив з 2 по 10 вересня 1979 року в Києві, Сєвєродонецьку, Ленінграді й Ризі. У змаганнях брали участь 15 клубних команд з чотирьох країн і дві національні збірні.

## Київ
Здобувши чотири перемоги і двічі зігравши внічию, переможцями стали господарі турніру.
| М | Команда               | І | Пер | Н | Пор | Ш       | О  |
| - | --------------------- | - | --- | - | --- | ------- | -- |
| 1 | «Сокіл» (Київ)        | 6 | 4   | 2 | 0   | 29 — 13 | 10 |
| 2 | «Салават Юлаєв» (Уфа) | 6 | 3   | 2 | 1   | 27 — 24 | 8  |
| 3 | ВСЖ (Кошице)          | 6 | 2   | 2 | 2   | 26 — 23 | 6  |
| 4 | Польща                | 6 | 0   | 0 | 6   | 11 — 32 | 0  |

Результати матчів:
- «Сокіл»: «Салават Юлаєв» — 9:4 (у киян шайби закинули Гатаулін — 2, Дьомін, Бабашов — 2, Комраков, Євстропов, Данько, Подузов), 3:3 (Давидов, Бабашов, Сибірко); ВСЖ — 1:1 (Бабашов), 6:1 (Бабашов — 2, Дьомін, Андрєєв, Давидов, Олег Ісламов); Польща — 5:1 (Сибірко, Гатаулін, Данько, Швецов, Свистухін), 5:3 (Швецов — 2, Дьомін — 2, Свистухін).
- «Салават Юлаєв»: ВСЖ — 5:5, 7:5; Польща — 4:2, 4:1.
- ВСЖ: Польща — 10:2, 4:2.

Кращі снайпери:
8 — Лукач (ВСЖ);
7 — Герасимов («Салават Юлаєв»);
6 — Бабашов («Сокіл»);
4 — Дьомін («Сокіл»);
3 — Гатаулін, Швецов (обидва «Сокіл»), Юлдашев («Салават Юлаєв»), Ліба, Чапек (обидва ВСЖ), Хованець (Польща).
Склад переможців:
| 1. «Сокіл» (Київ) |
| Воротарі: Юрій Шундров, Костянтин Гаврилов. Захисники: Костянтин Макарцев, Володимир Андрєєв, Микола Ладигін, Сергій Алексєєв, Сергій Борисов, Сергій Горбушин, Олександр Мурашов, Валерій Сидоров. Нападники: Анатолій Данько, Анатолій Дьомін, Равіль Гатаулін, Володимир Швецов, Вадим Сибірко, Сергій Давидов, Костянтин Євстропов, Олег Ісламов, Олег Подузов, Володимир Бабашов, Вячеслав Комраков, Микола Свистухін, Олександр Власов, Юрій Бабенко. Старший тренер — Анатолій Богданов; тренери — Броніслав Самович, Олександр Фадєєв. |

## Сєвєродонецьк
| М | Команда                | І | Пер | Н | Пор | Ш       | О |
| - | ---------------------- | - | --- | - | --- | ------- | - |
| 1 | «Іжсталь» (Іжевськ)    | 6 | 4   | 1 | 1   | 31 — 18 | 9 |
| 2 | «Хімік» (Воскресенськ) | 6 | 4   | 1 | 1   | 35 — 26 | 9 |
| 3 | «Динамо» (Москва)      | 6 | 2   | 1 | 3   | 25 — 26 | 5 |
| 4 | «Автомобіліст»         | 6 | 0   | 1 | 5   | 20 — 41 | 1 |

## Ленінград
| М | Команда                | І | Пер | Н | Пор | Ш       | О |
| - | ---------------------- | - | --- | - | --- | ------- | - |
| 1 | «Трактор» (Челябінськ) | 4 | 3   | 1 | 0   | 23 — 11 | 7 |
| 2 | «Торпедо» (Горький)    | 4 | 3   | 0 | 1   | 21 — 11 | 6 |
| 3 | СКА (Ленінград)        | 4 | 2   | 0 | 2   | 20 — 19 | 4 |
| 4 | ТПС (Турку)            | 4 | 1   | 1 | 2   | 12 — 18 | 3 |
| 5 | ВІФК (Ленінград)       | 4 | 0   | 0 | 4   | 17 — 34 | 0 |

## Рига
| М | Команда            | І | Пер | Н | Пор | Ш       | О  |
| - | ------------------ | - | --- | - | --- | ------- | -- |
| 1 | «Спартак» (Москва) | 6 | 6   | 0 | 0   | 48 — 19 | 12 |
| 2 | «Динамо» (Рига)    | 6 | 4   | 0 | 2   | 47 — 27 | 8  |
| 3 | «Динамо» (Берлін)  | 6 | 1   | 1 | 4   | 26 — 37 | 3  |
| 4 | Румунія            | 6 | 0   | 1 | 5   | 18 — 56 | 1  |